# Калинка (притока Сріблянки)
Калинка — річка в Україні у Черкаському районі Черкаської області. Ліва притока річки Сріблянки (басейн Дніпра).

## Опис
Довжина річки приблизно 7,90 км. Формується декількома струмками та загатами.

## Розташування
Бере початок на південно-східній стороні від села Орловець. Тече переважно на південний схід через село Калинівку і на північно-східній околиці села Носачів впадає у річку Сріблянку, ліву притоку річки Тясмину.

## Цікаві факти
- У селі Носачів біля гирла річки пролягає автошлях Н16[2] (автомобільний шлях національного значення на території України, Золотоноша — Черкаси — Сміла — Умань. Проходить територією Черкаської області, з'єднуючи усі її чотири районних центри.).